# Bataille d'Aliwal
Première Guerre anglo-sikhe
Batailles
- Mudki
- Ferozeshah
- Aliwal
- Sobraon

La bataille d'Aliwal est livrée le 28 janvier 1846, pendant la première guerre anglo-sikhe. Tournant du conflit, elle oppose les forces britanniques de la Compagnie anglaise des Indes orientales aux Khālsā du royaume sikh du Pendjab, qui subissent une défaite décisive.